# Bibelkanon
Bibelkanon eller Bibelns kanon är den lista över böcker som ingår i Bibeln. Katolska kyrkan, de ortodoxa kyrkorna, de orientaliska kyrkorna och de protestantiska kyrkorna har alla olika sådana listor.
Gamla Testamentets kanon bildar grunden för den kanon som i kristendomen kallas Gamla Testamentet och Nya Testamentet. Gamla och Nya Testamentets kanon har kommit till på lite olika sätt.
Nya Testamentet ser nu praktiskt taget likadant ut i alla kristna kyrkor,[källa behövs] men historiskt finns det skillnader. Utvecklingen under 100-talet gav de flesta kyrkor en samling som innehöll de nuvarande fyra evangelierna, Apostlagärningarna, tretton brev av Paulus, första Petrusbrevet och första Johannesbrevet.[källa behövs] Av dagens böcker var sju inte allmänt accepterade: Hebreerbrevet, Jakobsbrevet, andra Petrusbrevet, andra och tredje Johannesbrevet, Judasbrevet och Uppenbarelseboken.[källa behövs] Å andra sidan accepterades på vissa håll skrifter som Barnabasbrevet och Hermas Herden som kanoniska.[källa behövs] Under 200-talet utkristalliserade sig en mer uniform lista.[källa behövs] På 300-talet kom auktoritativa uttalanden, först från olika biskopar, senare från synoder och koncilier.[källa behövs] Dagens lista på 27 böcker förekommer första gången i Athanasius påskbrev från 367.[källa behövs]